# Fernande
Fernande è il tredicesimo album del cantautore francese Georges Brassens. È stato pubblicato nel 1972.

## Tracce
Testi e musiche di Georges Brassens eccetto Les Passantes, poesia di Antoine Pol.
1. Fernande – 4' 00"
2. Stances à un cambrioleur – 3' 55"
3. La Ballade des gens qui sont nés quelque part – 3' 20"
4. La Princesse et le croque-notes – 4' 05"
5. Sauf le respect que je vous dois – 3' 05"
6. Le Blason – 4' 12"
7. Mourir pour des idées – 4' 35"
8. Quatre-vingt-quinze pour cent – 4' 25"
9. Les Passantes – 3' 40"
10. Le Roi – 3' 35"
11. À l'ombre des maris – 4' 20"

## Musicisti
- Georges Brassens: voce, chitarra;
- Pierre Nicolas: contrabbasso;
- Joël Favreau: seconda chitarra;
- Claudine Caillart, Sophie Duvernoy (la sua governante), Jean Bertola, Joël Favreau, Fred Mella, Pierre Nicolas, Pierre Onténiente (il suo segretario), André Tavernier: coristi in Le Roi.